# Ditlev Rantzau (1725-1782)
 Der er flere personer med dette navn, se Ditlev Rantzau.
Ditlev Rantzau (8. april 1725 – 2. januar 1782 i Itzehoe) var en holstensk godsejer, bror til Cai Rantzau og far til Hans Rantzau-Lehn.
Han var søn af Hans Rantzau (1696-1740) og Bertha Catharina Brockdorff (1701-1739) og blev oberstløjtnant 1761, kammerherre 1763 og sluttede sin karriere i den danske hær som oberst af kavaleriet. Han ejede godset Quarnbek.
Rantzau var gift med Christine Lucia Blome (29. december 1746 på Schloss Hagen – 24. marts 1839), datter af Wulf Blome (1683-1761) og Sophie Brockdorff (1704-1771).